# Szopka de Cracòvia

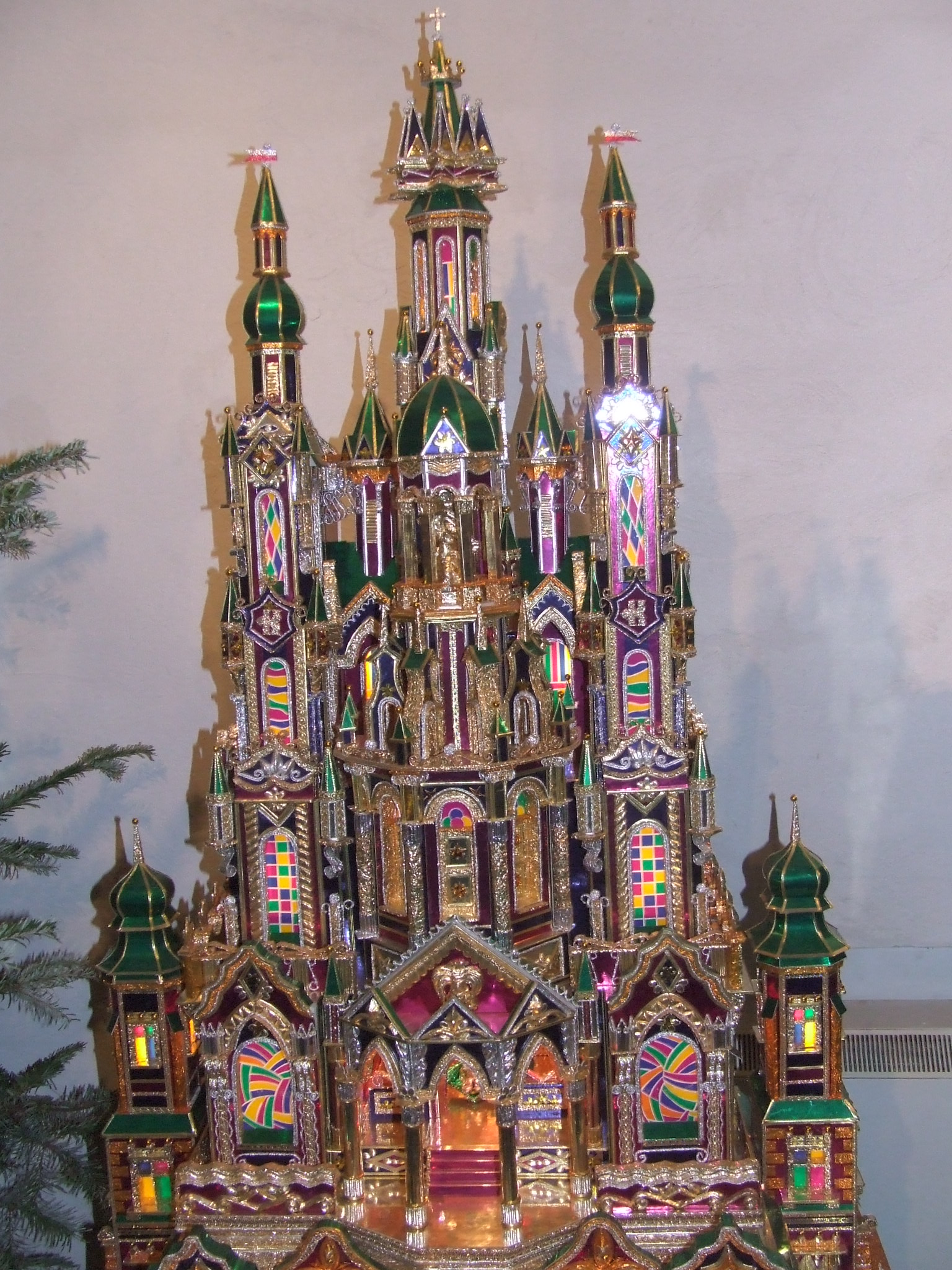
Szopka de Cracòvia

La Szopka de Cracòvia és, en llengua polonesa, el pessebre tradicionalment representat durant les festes de Nadal a Cracòvia des del segle XIX.
Les szopkas representen la Nativitat, i estan situades no davant o dins d'un estable sinó davant d'un edifici conegut de Cracòvia. Aquests sainets es detallen en la representació dels edificis i s'omplen de petites nines o personatges històrics típics de la cultura polonesa, com Tadeusz Kościuszko i a través de l'edifici, els hússars polonesos, o animals fabulosos com el drac del Wawel. Algunes szopkas són autèntics petits teatres de titelles, animats pel joc dels ninots de fustes manipulats com titelles.
Les szopkas són passejades de carrer en carrer acompanyades de Nadales.
Les szopkas més boniques són al Museu històric de Cracòvia.
La tradició del pessebre (szopka) a Cracòvia es va inscriure a la llista representativa del patrimoni cultural immaterial de la humanitat per la UNESCO el 29 de novembre de 2018.

## Exemples de szopka

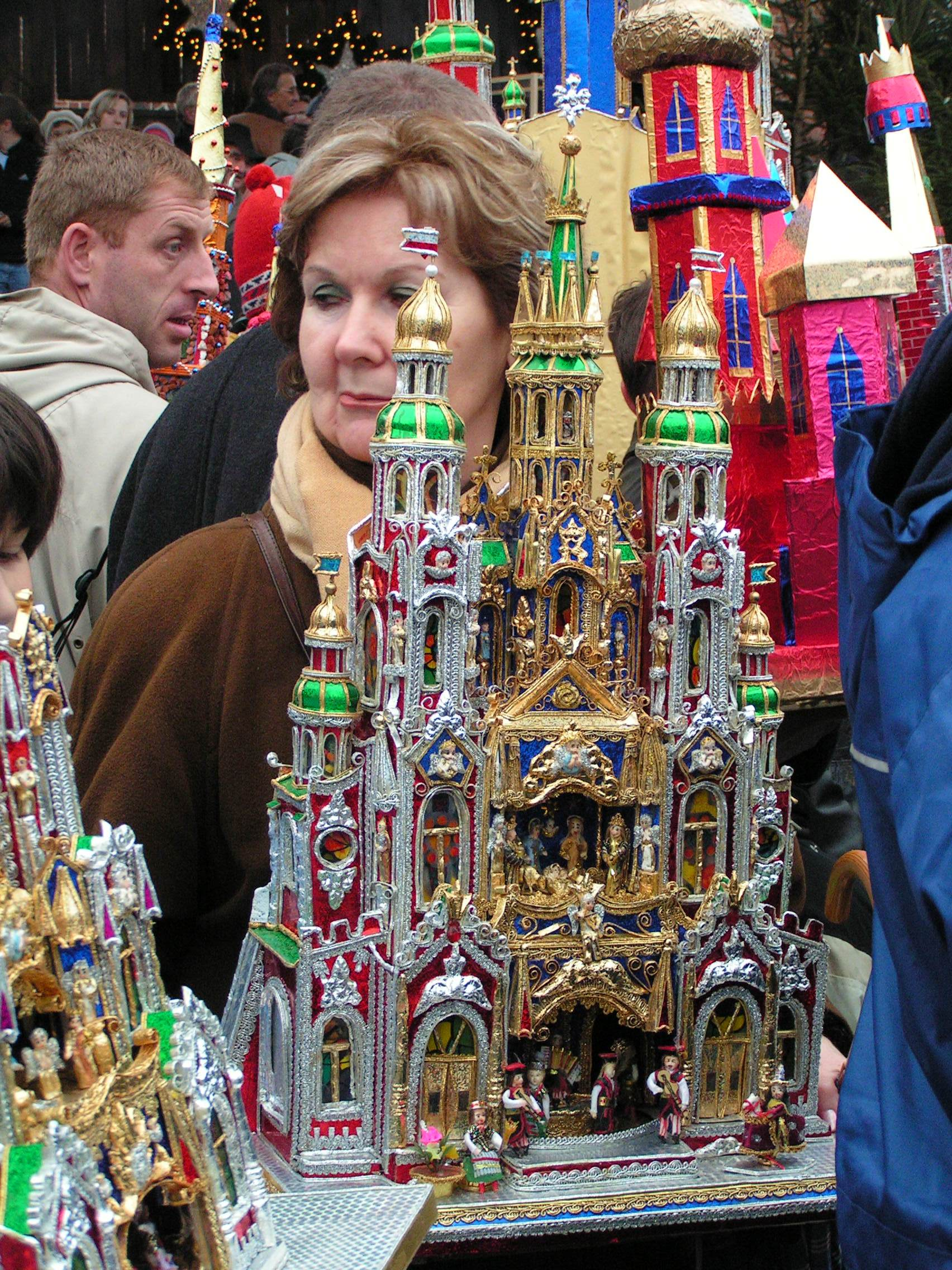
Szopka de Cracòvia
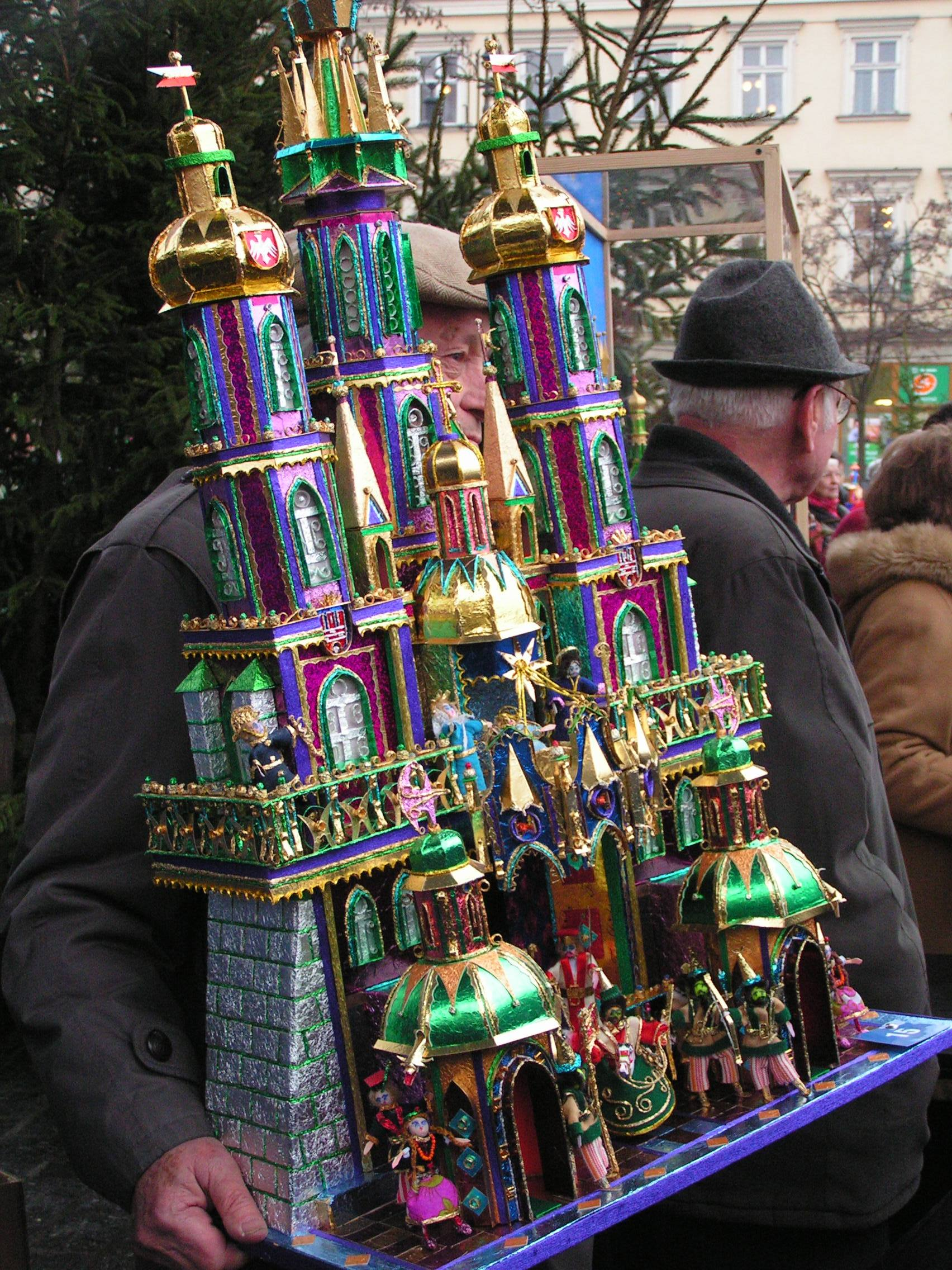
Szopka de Cracòvia
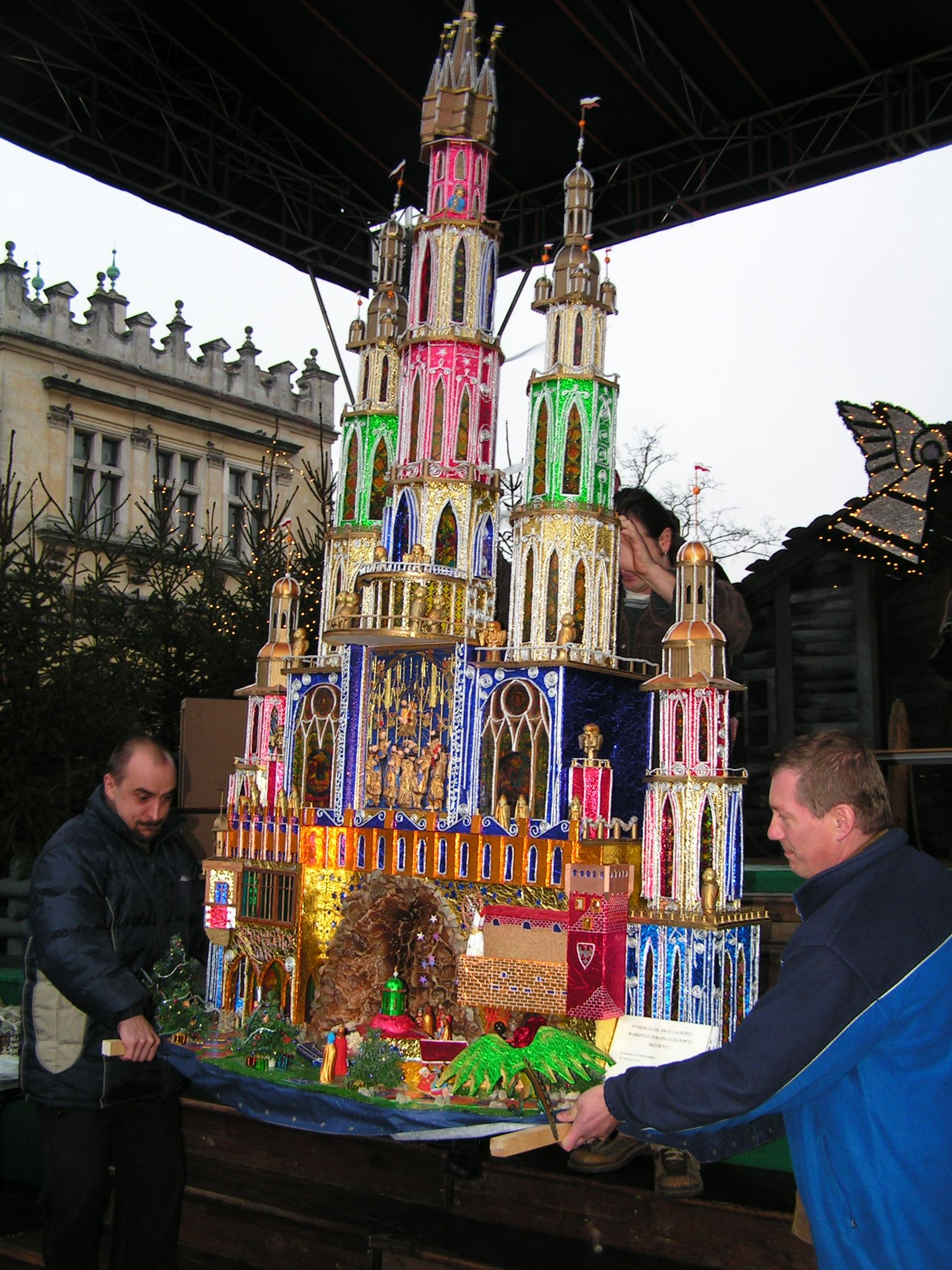
Szopka de Cracòvia
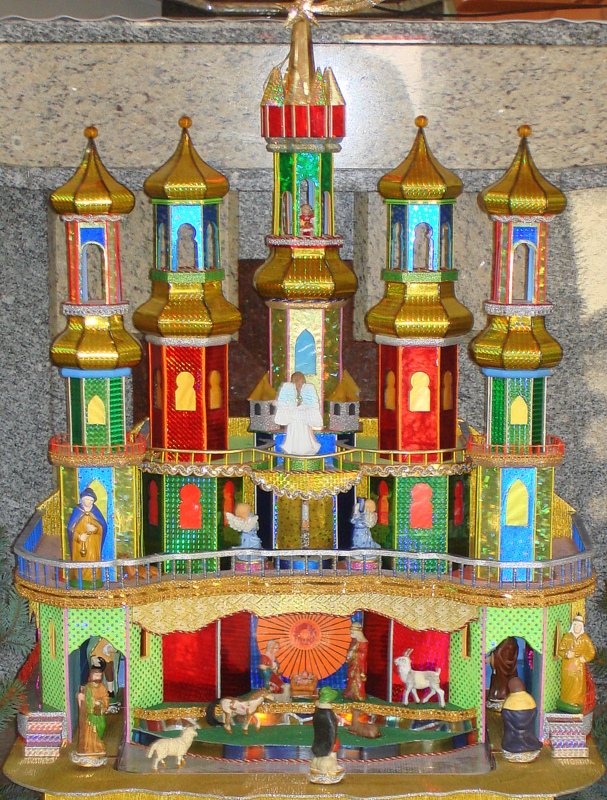
Szopka de Cracòvia